# Trimalaconothrus simplex
Trimalaconothrus simplex är en kvalsterart som först beskrevs av Banks 1895.  Trimalaconothrus simplex ingår i släktet Trimalaconothrus och familjen Malaconothridae. Inga underarter finns listade i Catalogue of Life.